# Туристички дом „Сопоћани”
43° 08′ 36″ С; 20° 27′ 38″ И / 43.1432596° С; 20.4604959° И
Туристички дом „Сопоћани“ се налази на пошумљеној заравни у непосредној околини манастирског комплекса Сопоћани, подигнут је 1945. године. Представља непокретно културно добро као споменик културе.

## Изглед зграде
Грађевина је саграђена по пројекту архитекте Драгише Брашована за потребе Службе унутрашњих послова Србије као ловачка кућа затвореног типа. Дом је настао у периоду после рата када је водећи стил био соц-реализам, али он је обогаћен елементима фолклорне архитектуре.
Чине га приземље коме је дата интерна-јавна функција и спрат са спаваћим собама. Због данашње нове функције организација простора је другојачија, где су поједине просторије добиле нову намену. Кућа је зидана у класичном конструктивном систему са пуним носећим зидовима од притесаног камена. Међуспратна таваница, кровна конструкција и доксат рађени су до дрвета у духу традиционалних грађевинских принципа. Кров са дубоком стрехом, малог нагиба покривен ћерамидом одговара фолклорној обликовној концепцији. Фасада је изведена од притесаних комада, буњато обрађеног камена. Унутрашњи зидови су малтерисани и кречени, док су таваница, под и степениште дрвени. Намештај је руком рађен по нацрту Брашована.